# Friedrich Kallmorgen

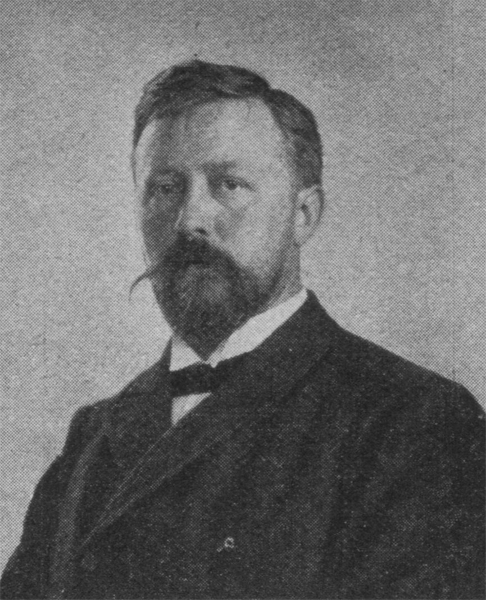
Friedrich Kallmorgen.

Friedrich Kallmorgen, född den 15 november 1856 i Altona, död den 2 juni 1924 i Grötzingen, var en tysk målare.
Kallmorgen studerade i Düsseldorf, Karlsruhe, Berlin och Nederländerna. Han målade holländska och tyska genremotiv och naturstämningar, som Sommardag på heden, Fiskarby vid schleswigska kusten, Eldsvåda i byn, Marknad i Karlsruhe, Elbe vid Hamburg och Afton i Hamburgs hamn (1909). Kallmorgen blev 1902 professor vid Berlins konstakademi. Han utgav litografier och skrev Ins Land der Mitternachtssonne (1899). Hans hustru, Margarethe Hormuth-Kallmorgen, född den 22 augusti 1857 i Heidelberg, död där den 7 juli 1916 var stillebens- och blomstermålarinna.